# 요사군

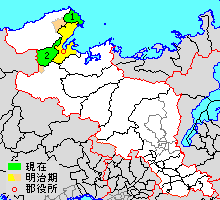
교토부 요사군의 위치 (1.이네정, 2.요사노정, 연노랑: 후에 다른 군에 편입)

요사군(일본어: 与謝郡, よさぐん)은 일본 교토부에 있는 군이다. 옛 단고국에 포함된다.
인구 20,011명, 면적 170.33km², 인구밀도 117명/km².(2025년 3월 1일, 추계인구)
이하 2정으로 구성된다.
- 이네정(伊根町)
- 요사노정(与謝野町)

## 군역
1897년 행정 구역으로 발족 당시의 군역은 위의 2정 외에 아래 구역에 해당한다.
- 미야즈시의 대부분
- 교탄고시의 일부
- 후쿠치야마시의 일부

## 역사
- 1879년 4월 10일 - 군구정촌 편제법이 교토부에서 시행되어 행정 구역으로 요시군(与謝郡)이 발족.

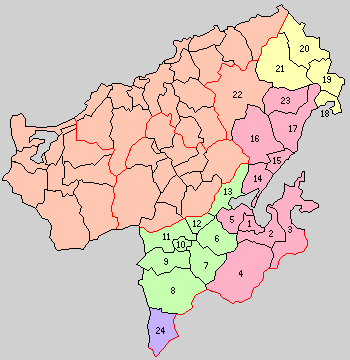
1.미야즈정 2.시로히가시촌 3.군다촌 4.가미미야즈촌 5.요시즈촌 6.이시카와촌 7.구와카이촌 8.요사촌 9.가야정 10.미고우치촌 11.이치바촌 12.야마다촌 13.이와타키촌 14.후추촌 15.히오키촌 16.세야촌 17.요로촌 18.이네촌 19.아사즈마촌 20.혼조촌 21.쓰쓰카와촌 22.노마촌 23.히가타니촌 24.구모하라촌 (보라: 후쿠치야마시 빨강: 미야즈시 주황: 교탄고시 노랑: 이네정 초록: 요사노정)

- 1889년 4월 1일 - 정촌제 시행으로, 아래의 정촌이 발족.(2정 22촌)
  - 미야즈정(宮津町): 현 미야즈시
  - 시로히가시촌(城東村): 현 미야즈시
  - 군다촌(栗田村): 현 미야즈시
  - 가미미야즈촌(上宮津村): 현 미야즈시
  - 요시즈촌(吉津村): 현 미야즈시
  - 이시카와촌(石川村): 현 요사노정
  - 구와카이촌(桑飼村): 현 요사노정
  - 요사촌(与謝村): 현 요사노정
  - 가야정(加悦町): 현 요사노정
  - 미고우치촌(三河内村): 현 요사노정
  - 이치바촌(市場村): 현 요사노정
  - 야마다촌(山田村): 현 요사노정
  - 이와타키촌(岩滝村): 현 요사노정
  - 후추촌(府中村): 현 미야즈시
  - 히오키촌(日置村): 현 미야즈시
  - 세야촌(世屋村): 현 미야즈시
  - 요로촌(養老村): 현 미야즈시
  - 이네촌(伊根村): 현 이네정
  - 아사즈마촌(朝妻村): 현 이네정
  - 혼조촌(本庄村): 현 이네정
  - 쓰쓰카와촌(筒川村): 현 이네정
  - 노마촌(野間村): 현 미야즈시, 교탄고시
  - 히가타니촌(日ケ谷村): 현 미야즈시
  - 구모하라촌(雲原村): 현 후쿠치야마시
- 1894년 10월 12일 - 이치바촌의 일부가 분리되어 이와야촌(岩屋村)이 발족.(2정 23촌)
- 1899년 7월 28일 - 노마촌의 일부가 다케노군 야기촌에 편입.
- 1902년 4월 1일 - 구모하라촌의 소속이 아마타군으로 변경.(2정 22촌)
- 1921년)4월 1일 - 이와타키촌이 정제 시행으로 이와타키정(岩滝町)이 됨.(3정 21촌)
- 1924년 9월 1일 - 시로히가시촌이 미야즈정에 편입.(3정 20촌)
- 1948년 4월 1일
  - 노마촌의 일부가 히가타니촌에 편입.
  - 노마촌의 소속이 다케노군으로 변경.(3정 19촌)
- 1951년 4월 1일 - 가미미야즈촌이 미야즈정에 편입.(3정 18촌)
- 1954년
  - 6월 1일 - 미야즈정·군다촌·요시즈촌·후추촌·히오키촌·세야촌·요로촌·히가타니촌이 합병하여, 미야즈시(宮津市)가 발족, 군에서 이탈.(2정 11촌)
  - 11월 3일 - 이네촌·아사즈마촌·혼조촌·쓰쓰카와촌이 합병하여, 이네정(伊根町)이 발족.(3정 7촌)
  - 12월 1일 - 구와카이촌·요사촌·가야정이 합병하여, 새로이 가야정이 발족.(3정 5촌)
- 1955년 3월 1일 - 미고우치촌·이와야촌·이치바촌·야마다촌·이시카와촌이 합병하여, 노다가와정(野田川町)이 발족.(4정)
- 2006년 3월 1일 - 가야정·이와타키정·노다가와정이 합병하여, 요사노정(与謝野町)이 발족.(2정)